# Berryville, Texas
Berryville là một thị trấn thuộc quận Henderson, tiểu bang Texas, Hoa Kỳ. Năm 2010, dân số của thị trấn này là 975 người.

## Dân số
- Dân số năm 2000: 891 người.
- Dân số năm 2010: 975 người.